# 玛丽-泰蕾兹·罗代·若弗兰
玛丽-泰蕾兹·罗代·若弗兰（法語：Marie-Thérèse Rodet Geoffrin，法語發音：[maʁi teʁɛz ʁɔdɛ ʒɔfʁɛ̃]；1699年6月26日—1777年10月6日），常称若弗兰夫人（Madame Geoffrin），法国著名的沙龙主办人，她对来客不看出身、财富、权位，而只看才智，所以她的沙龙，智慧是主导。贝尔纳·勒·布耶·德·丰特奈尔、让·勒朗·达朗贝尔、孟德斯鸠、伏爾泰、克洛德·阿德里安·愛爾維修等都曾是她沙龙里的座上宾，当时外国宾客到巴黎，都以能有幸访她举办的沙龙为荣。

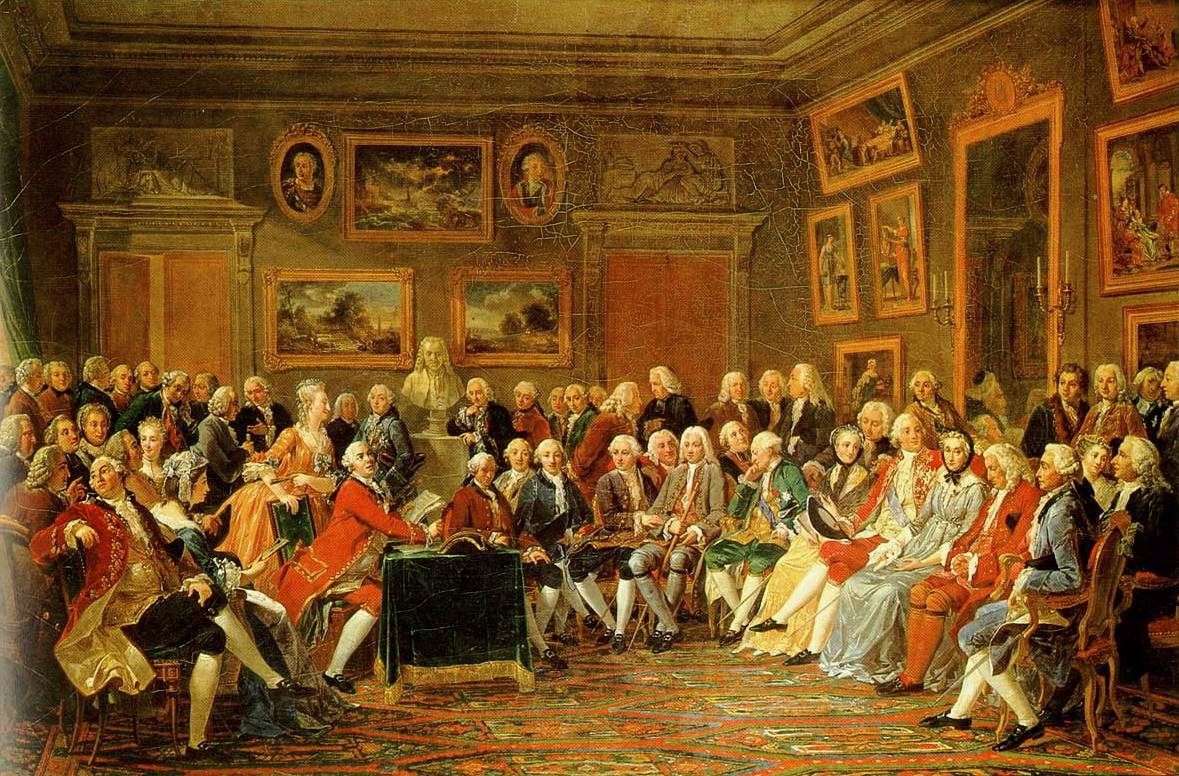
乔芙兰夫人的沙龍，1755年